# Anatemnus subvermiformis
Anatemnus subvermiformis är en spindeldjursart som beskrevs av Vladimir V. Redikorzev 1938. Anatemnus subvermiformis ingår i släktet Anatemnus och familjen Atemnidae. Inga underarter finns listade i Catalogue of Life.